# Kradzież dusz
Kradzież dusz – termin określający praktykę obustronnego przeciągania wiernych pomiędzy obrządkiem greckokatolickim (unickim) a obrządkiem rzymskokatolickim w obrębie Kościoła katolickiego. Praktyka kradzieży dusz dotyczyła głównie pogranicza kresowego, gdzie oba obrządki wyznaniowe współistniały od zawarcia unii brzeskiej w 1596 roku.

## Przyczyny
Od momentu zawarcia Unii brzeskiej powstały w jej wyniku Kościół unicki postrzegany był przez hierarchię łacińską jako niepewny, podatny na wpływy prawosławne, a zatem nie w pełni katolicki. Do ostatnich lat I Rzeczypospolitej  pojawiały się projekty włączenia wszystkich unitów do obrządku łacińskiego.
W związku z tym uprzywilejowana pozycja obrządku rzymskokatolickiego w okresie I Rzeczypospolitej prowadziła na pograniczu polsko-ruskim do postępującej latynizacji i polonizacji społeczeństwa ruskiego, w tym głównie jego elit. Proces ten prowadził często do zmiany przez wiernych obrządku greckiego na łaciński i wywoływał oskarżenia ze strony hierarchii Cerkwi unickiej o wyrządzanie „krzywd” religijnych.
Z kolei w XIX wieku, szczególnie w zaborze rosyjskim, sytuacja uległa odwróceniu. Pod wpływem antypolskiej i antykatolickiej polityki caratu część wyznawców obrządku rzymskiego, zwłaszcza w warstwie chłopskiej, przechodziła do Cerkwi unickiej, ulegając jednocześnie postępującej rutenizacji i uniatyzacji. Jedynie na ziemi chełmskiej, aż do likwidacji unickiej diecezji chełmskiej w 1875, specyficzną cechą religijności i obrzędowości unickiej pozostała wyraźna obecność elementów pochodzenia łacińskiego w liturgii.
W zaborze austriackim próbą uregulowania stosunków międzywyznaniowych była Concordia. Mimo potępienia w niej zjawiska kradzieży dusz jeszcze w latach 80. XIX wieku część katolickich duchownych łacińskich była szczerze przekonana, że zbawienie gwarantuje jedynie przynależność do obrządku łacińskiego, toteż należy skłaniać grekokatolików to jego przyjęcia. O niepewności obrządku unickiego świadczyć miały sympatie wielu jego duchownych wobec moskalofilstwa i ruchu obrzędowego w Galicji.

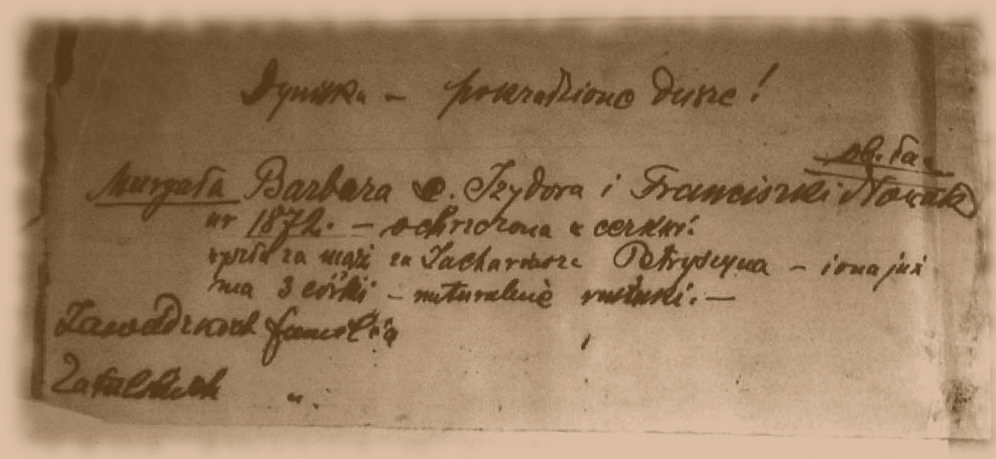
Adnotacja o „pokradzionych duszach” w księdze metrykalnej

Najczęściej do przechodzenia na inny obrządek dochodziło w obrębie małżeństw mieszanych, międzywyznaniowych. Próbę uregulowania występujących z tym problemów stanowiły tzw. Artykuły arcybiskupa lwowskiego Jana Skarbka z 1714 roku. Zgodnie z nimi każdy współmałżonek powinien był pozostawać do końca życia w dotychczasowym obrządku („nie powinien ani mąż żony, ani męża żona przyciągać do swego obrządku”). Dzieci pochodzące z małżeństw mieszanych powinny były być chrzczone i wychowywane w zależności od płci i obrządku rodziców: synowie mieli przyjmować chrzest w obrządku ojca, a córki – w obrządku matki. Niestosowanie się do tej zasady określane było często mianem „kradzieży dusz”.